# Несполи (Форли-Чезена)
Несполи (итал. Nespoli) је насеље у Италији у округу Форли-Чезена, региону Емилија-Ромања.
Према процени из 2011. у насељу је живело 34 становника. Насеље се налази на надморској висини од 181 м.